# Meitnérium
Pour les articles homonymes, voir Mt.
Le meitnérium (symbole Mt), également orthographié meitnerium, est l'élément chimique de numéro atomique 109. Il a été synthétisé pour la première fois en août 1982 par une réaction 209Bi (58Fe, n) 266Mt au Centre de recherche sur les ions lourds, (GSI) de Darmstadt, en Allemagne, et a reçu son nom définitif en 1997 en l'honneur de Lise Meitner.
Il s'agit d'un transactinide très radioactif, dont l'isotope connu le plus stable, le meitnérium 278 (278Mt), a une période radioactive de 7,6 secondes. Situé sous l'iridium dans le tableau périodique des éléments, le meitnérium appartient au bloc d et présente vraisemblablement les propriétés chimiques d'un métal de transition.

## Histoire
Le meitnérium fut synthétisé pour la première fois le 29 août 1982 par une équipe de chercheurs allemands dirigée par Peter Armbruster et Gottfried Münzenberg au Centre de recherche sur les ions lourds de Darmstadt. Cette équipe parvint à ce résultat en bombardant une cible de bismuth 209 avec des noyaux de fer 58 :
58
26Fe + 209
83Bi ⟶ 267
109Mt* ⟶ 266
109Mt + 1
0n.
Le nom meitnérium fut suggéré en hommage à la physicienne et mathématicienne austro-suédoise Lise Meitner, mais il y eut une controverse concernant l'appellation des éléments 101 à 109 ; aussi l'UICPA adopta-t-elle l'unnilennium (Une) comme dénomination systématique de cet élément, fondée sur son numéro atomique. La controverse fut résolue en 1997 et le nom actuel fut adopté.